# ماركو بيجيك
ماركو بيجيك هو لاعب كرة قدم كرواتي في مركز الدفاع، ولد في 24 فبراير 1995 في زغرب في كرواتيا. شارك مع منتخب كرواتيا تحت 17 سنة لكرة القدم ومنتخب كرواتيا تحت 19 سنة لكرة القدم ومنتخب كرواتيا تحت 21 سنة لكرة القدم. أما مع النوادي، فقد لعب مع هايدوك سبليت.

## وصلات خارجية
- ماركو بيجيك على موقع اتحاد كرواتيا (الكرواتية)
- ماركو بيجيك على موقع قاعدة بيانات كرة القدم.إي يو (الإنجليزية)
- ماركو بيجيك على موقع Soccerway.com (الإنجليزية)
- ماركو بيجيك على موقع عالم كرة القدم.نت (الإنجليزية)